# Kisō
Kisō (jap. 鬼葬, dt. etwa: „dämonisches Begräbnis“) ist das dritte Studioalbum der japanischen J-Rock-Band Dir En Grey. Es wurde am 30. Januar 2002 in Japan veröffentlicht, erreichte Platz drei der Oricon-Charts und ist damit bis heute ihr meistverkauftes Album. Ferner war es das Letzte ausschließlich in Japan erhältliche, alle nachfolgenden Alben können auch in Europa erworben werden.

## Entstehung
Nachdem Sänger Kyo im Jahr 2000 wegen Hörproblemen ins Krankenhaus gekommen war, musste die Promo-Tour des Vorgängeralbums Macabre verschoben werden. Die dazugehörige Tour 00 >> 01 Macabre begann deshalb später, so dass das Schlusskonzert im Nippon Budōkan kurz nach der Veröffentlichung der Single Ain't Afraid to Die im April 2001 stattfand.
Die Single ist nicht auf dem Album Kisō zu finden, lediglich auf dem Compilation-Album Decade 1998–2002. Die auf Ain't Afraid to Die folgenden Singles Filth, Jessica und Embryo wurden alle Ende des Jahres produziert und folgten im Abstand von nur wenigen Monaten. Nachdem die letzte Single am 19. Dezember 2001 in den Läden stand, folgte das Album am 30. Januar 2002. Der Text des Liedes Embryo wurde dabei gegenüber der Single-Version geändert. Die Erstpressungen von Kisō besitzen ein silbernes Cover und ein Booklet in derselben Farbe. Der Name des Albums setzt sich aus dem ersten Kanji des ersten Liedes Kigan (鬼眼, dt. „Dämonenaugen“) und dem letzten Schriftzeichen des letzten Liedes Shinsō (神葬, dt. „shintōistische Trauerfeier“, wörtlich: „Gottesbegräbnis, göttliches Begräbnis“) zusammen und ist auf dem Cover als Kalligrafie abgebildet. Im Gegensatz zu den vorherigen beiden Alben sind in den Liner Notes keine Extragedichte und Bilder, sondern die englischen Übersetzungen der Liedtexte. Bei den Erstpressungen sind diese auf Japanisch.
Kisō ist neben Macabre (2000) auch das einzige Album, von dem es nur eine Version gibt. Sonst wurde stets eine limited- und regular-Edition produziert, oder zumindest eine Variante mit und ohne DVD (Vulgar, 2003) angeboten.

### Tour
Kisō trug maßgeblich zur Verbreitung der Popularität von Dir En Grey in Asien bei. Bei der dazugehörigen Tour trat die Band zum ersten Mal außerhalb Japans auf und gab in China, Taiwan und Südkorea Konzerte. Daran schloss sich gleich die nächste Promo-Tour an, die Rettō Gekishin Angya Tour. Das Abschlusskonzert in der Yokohama Arena wurde als DVD und VHS unter dem Titel Rettō Gekishin Angya Final 2003 5 Ugly Kingdom am 21. Mai 2003 veröffentlicht. Es war ihre erste DVD-Veröffentlichung in 16:9 und DTS.

## Stil
Gegenüber dem Vorgängeralbum Macabre änderte sich der musikalische Stil nur geringfügig. Neben rockigen Liedern und Balladen sind auch härtere Lieder zu finden, die einen Kontrast zu den anderen Stücken bilden. Kigan und Jessica sind Rocksongs, wobei letzterer eine für Dir en grey-Verhältnisse ungewöhnlich fröhliche Atmosphäre verbreitet. Mit Bottom of the Death Valley, 24-ko Cylinder (24個シリンダー, 24-ko Shirindā), undecided und Mushi (蟲, dt. „Insekt“) sind vier Balladen auf der Scheibe zu finden. Diese stehen im Kontrast zu den härteren Stücken, bei denen auch Verzerreffekte, Synthesizer und Screaming zum Einsatz kommen. Beispiele hierfür sind das obszöne Zomboid, sowie Filth und The Domestic Fucker Family. Bei Gyakujō Tannō Keloidmilk (逆上堪能ケロイドミルク) wurde auch ein Techno-Rhythmus untergemischt. Pink Killer stellt mit Speed Metal einen noch stärkeren Kontrast dar.
Die Lieder Karasu und Embryo sind mit langsamen Balladen vergleichbar, besitzen jedoch einen erzählerischen Charakter, der die Bedeutung der Liedtextes verstärkt. Die Lyrics von Embryo wurden dabei von der Single- zur Albumversion geändert. Während die Single von Gesellschaftskritik und einer verstorbenen Mutter handelt, wird bei der Albumversion die Vergewaltigung eines Kindes durch seinen Vater geschildert:
Ein Sommermorgen 1983, immer an der Seite meiner geliebten Mutter. Bitte lächle zu mir wie du es immer tust; das Morgenlicht scheint auf dich, verzerrt dein Gesicht. Mit erdrosseltem Hals hängt meine Mutter vom Himmel […] unfähig die stillen Tränen und den tiefen Schmerz zu ertragen stirbt die Blume, ich bin allein […] Los, vergewaltige mich […] Ich gehöre dir, Vater. Aber sieh, Mutter schaut auf uns herab […] Tote liebe Mutter, der Hass wächst mit der Übelkeit, aber ich warte geduldig und unterdrücke es, während ich vergewaltigt werde. […] Jetzt ist es ein Winterabend im Jahre 1992, immer noch an der Seite meines Vaters, welchen ich verachte. Heute vergewaltigt er mich wieder, so wie immer. Ich halte meine Augen geöffnet um mich an seinen Blick zu erinnern. Ich stoße was ich verbarg tief und fest in seinen Hals […] Nackt. Die tiefroten Blumen blühen in der Winterlandschaft, blühend wie ein Meer aus Blut. Ich bin allein. […] Tote liebe Mutter, das Kind mit dem ich schwanger bin schreit, aber ich unterdrücke die Übelkeit.
Karasu ist thematisch ähnlich. Auch hier geht es um Vergewaltigung, diesmal der Schwester aus Sicht des Bruders. Die drei Shinsō sind ein Wortspiel: Sowohl 「深葬」 (dt. „tiefes Begräbnis“), als auch 「芯葬」 (dt. „Begräbnis des Kerns“) und 「神葬」 (dt. „Shinto-Begräbnis; Gottesbegräbnis, göttliches Begräbnis“) sind Homophone. Im Gegensatz zum Titel klingen diese jedoch nicht ähnlich, sind aber alle Instrumentalmusik. 「神葬」 verzichtet auf E-Gitarren, stattdessen wird Klavierbegleitung eingesetzt. 「芯葬」 ist perkussionsorientiert, bei 「深葬」 werden Verzerrungseffekte und ein Techno-Beat eingesetzt.
Die Konzerttourneen zum Album wurden wie die vorherigen in Visual-Kei-typischer bunter Kleidung absolviert. Mit der Veröffentlichung von Six Ugly (2002) und Vulgar (2003) begann die Band einheitlicher in Richtung Metal zu spielen und veränderte sich auch optisch, indem die Kostüme und Verzierungen abgelegt und dunklere, schlichtere Kleidung getragen wurde. Die Ballade undecided wurde für die Single Glass Skin neu aufgenommen.

## Rezeption
Auf Sputnikmusic erhielt das Album wie Wertung 3,9 von 5 (exzellent). Dabei wird unter anderem die Vielfalt an Songs gelobt, sowie die gute Mischung der Stilrichtungen und Spielgeschwindigkeiten. Das Album markiere auch den Begin ihres Wechsels zu neuen Dingen.

## Titelliste
Titelliste CD:
1. Kigan (鬼眼) – 4:04  (Musik: Dir en grey / Text: Kyo)
2. Zomboid – 4:22  (Musik: Kaoru / Text: Kyo)
3. 24 Cylinders (24個シリンダー) – 6:07  (Musik: Die / Text: Kyo)
4. Filth – 4:55  (Musik: Dir en grey / Text: Kyo)
5. Bottom of the Death Valley – 5:50  (Musik: Toshiya / Text: Kyo)
6. Embryo – 5:36  (Musik: Kaoru / Text: Kyo)
7. "Shinsō" (「深葬」) – 2:05  (Musik: Dir en grey / Text: Kyo)
8. Gyakujō Tannō Keloid Milk (逆上堪能ケロイドミルク) – 4:42  (Musik: Kaoru / Text: Kyo)
9. The Domestic Fucker Family – 3:02  (Musik & Text: Kyo)
10. Undecided – 4:53  (Musik: Die / Text: Kyo)
11. Mushi (蟲) – 6:24  (Musik: Kaoru / Text: Kyo)
12. "Shinsō" (「芯葬」) – 0:57  (Musik: Dir en grey / Text: Kyo)
13. Jessica – 4:11  (Musik: Kaoru / Text: Kyo)
14. Karasu (鴉-karasu-) – 5:26  (Musik: Kaoru / Text: Kyo)
15. Pink Killer (ピンクキラー) – 3:48  (Musik: Dir en grey / Text: Kyo)
16. "Shinsō" (「神葬」) – 3:03  (Musik: Dir en grey / Text: Kyo)

## Singles

### Filth
Die Single Filth wurde am 12. September 2001 veröffentlicht. Das Cover enthält ein buntes Art-Work auf rotem Hintergrund. Gyakujō Tannō Keloid Milk wurde für das Album übernommen.
Titelliste CD:
1. Filth – 4:58  (Musik: Dir en grey / Text: Kyo)
2. Gyakujō Tannō Keloid Milk (逆上堪能ケロイドミルク) – 4:50  (Musik: Kaoru / Text: Kyo)
3. Filth Hokubu Keisatsu Part II (Filth 北部警察PARTII) – 5:15  (Musik: Dir en grey / Text: Kyo)

### Jessica
Jessica stand ab dem 14. November 2001 in den Läden. Das Cover ist im Stil eines Mangas gestaltet, passend zu den Lyrics der A-Seite. Das Lied 24 Cylinders befindet sich ebenfalls auf dem Album Kisō.
Titelliste CD:
1. Jessica – 4:14  (Musik: Kaoru / Text: Kyo)
2. 24 Cylinders (24個シリンダー) – 6:12  (Musik: Die / Text: Kyo)
3. 24 Cylinders Grenade Lunch Mix~16 Kippu Remix (24個シリンダー GRENADE LUNCH MIX〜16キップリミックス) – 7:38  (Musik: Kyo, Shinya / Text: Kyo)
4. Jessica (Demo Version) – 4:07  (Musik: Kaoru / Text: Kyo)

### Embryo
Embryo ist eine Single vom 19. Dezember 2001. Das Cover ist schlicht in schwarz-weiß gehalten, Skizzen von Tieren in baum-ähnlichen Strukturen sind in einer Art Wald angeordnet. Gegenüber der Album-Version wurde der Text der A-Seite geändert.
Titelliste CD:
1. Embryo – 5:38  (Musik: Kaoru / Text: Kyo)
2. Zomboid Reishiki Mix (Zomboid 零式MIX) – 4:27  (Musik: Kaoru, Toshiya, Shinya / Text: Kyo)
3. Embryo Uteute Boogie-Woogie Elegy (Embryo ウテウテブギウギ哀歌) – 4:07  (Musik: Kaoru, Toshiya, Kyo / Text: Kyo)